# بروميد الأمونيوم
بروميد الأمونيوم هو مركب كيميائي له الصيغة NH4Br ، ويكون على شكل بلورات عديمة اللون والرائحة، أو على شكل مسحوق بلوري أبيض.

## الخواص
- ينحل بشكل جيد بالماء، وتكون الانحلالية في الإيثانول حوالي 12% .
- يتصعد (يتسامى) المركب بالتسخين تحت الضغط النظامي عند 452°س ، حيث يكون بروميد الأمونيوم بالحالة الغازية متفككاً بالكامل إلى مكوناته الأساسية؛ بروميد الهيدروجين والأمونياك.

## التحضير
يحضر مركب بروميد الأمونيوم من تفاعل حمض بروميد الهيدروجين مع محلول للأمونياك
حيث يتم الحصول على بروميد الأمونيوم بتسخين المحلول الناتج.
هناك طريقة أخرى للتحضير وذلك بتأثير غاز البروم على زيادة من محلول الأمونياك.

## الاستخدامات
- يستخدم بروميد الأمونيوم بشكل أساسي لتحضير طبقات حساسة للضوء، حيث يؤخذ محلول مائي من بروميد الأمونيوم يكون حاوياً على جيلاتين ويمزج مع محلول من نترات الفضة حاوي أيضاً على الجيلاتين، فنحصل بالتالي على المركب الحساس للضوء بروميد الفضة على شكل بلورات مكروئية تترسب من الوسط الجيلاتيني الذي يقوم بدور الحماية لها.
- يستخدم في المجال الطبي كمهدئ وذلك بإضافته إلى مستحضرات طبية أخرى.